# Amphineurus lyriformis
Amphineurus lyriformis är en tvåvingeart som beskrevs av Alexander 1923. Amphineurus lyriformis ingår i släktet Amphineurus och familjen småharkrankar. Inga underarter finns listade i Catalogue of Life.